# Sarab
Sarāb o Serāb (farsi سراب) è il capoluogo dello shahrestān di Sarab, nell'Azarbaijan orientale. È famosa per i suoi tappeti.
Dal 1747 al 1813, è stata la capitale del Khanato di Sarāb.